# Екстрім (спортклуб, Тернопіль)
«Екстрім» — гірськолижний клуб у місті Тернопіль. Створений у грудні 2000.
Основна мета: сприяння функціонуванню га розвитку гірськолижної школи, забезпечення її вихованців інвентарем, удосконалення майтгерносгі з фристайлу.
Президент клубу — Б. Забігайло. Серед членів клубу — призери чемпіонатів України, етапу Кубка Європи Ю. Бартків, В. Денисюк га ін.